# Jesse Sarajärvi
Jesse Sarajärvi, né le 20 mai 1995 à Seinäjoki (Finlande), est un footballeur finlandais, qui évolue au poste d'ailier droit au sein du SJK Seinäjoki.

## Biographie

### En club
Il joue son premier match professionnel en 2014 face au Myllykosken Pallo-47.

## Palmarès
|  |  | SJK Seinäjoki - Liigacup - Vainqueur : 2014 - Veikkausliiga - Vainqueur : 2015 - Coupe de Finlande - Vainqueur : 2016 |